# Alexandrina Halic
Alexandrina Halic (Alexandrina Adriana Ileana Halic, n. 9 noiembrie 1941, Timișoara) este o actriță română cunoscută mai ales pentru rolurile jucate în piesele de teatru pentru copii pentru mai mult de 5 decenii. Cariera ei a inclus roluri în piese de teatru clasic și radiofonic. Halic a primit în anul 2000, Ordinul național „Serviciul Credincios” în grad de Cavaler.

## Biografie și carieră
Alexandrina Halic a absolvit Institutul de Artă Teatrală și Cinematografică I. L. Caragiale din București, Facultatea de Teatru, secția Actorie, în anul 1963.

### Teatru
Între anii 1963-1964, a fost angajată a  Teatrului Mihai Eminescu și a jucat în roluri precum Oana din Apus de soare, după Barbu Ștefănescu Delavrancea, în regia lui Ion Șahighian și Gena din Titanic Vals, de Tudor Mușatescu, în regia lui Val Mugur.

### Teatru pentru copii
Din anii 60 a început colaborarea cu Teatrul Ion Creangă din București unde a  interpretat numeroase roluri precum Pinocchio, Alice sau Micul prinț, David Copperfield, Pantalone, Doamna Dawson, Crăciuneasa, Duhul Crăciunului.
Pe Pinocchio l-a jucat în aproape 900 de spectacole.
În anii 2000, la Teatrul Ion Creangă, ea joacă în spectacole precum: Inimă rece și De-aș fi Scufița Roșie, în regia Soranei Coroamă-Stanca; Pinocchio, Harap Alb și Cărăbușii în regia lui Cornel Todea; Când jucăriile spun pa!, regia Attila Vizauer; Războiul bucatelor, regia Mihai Manolescu; D-l Goe, Vizită, Pedagog de școală nouă – Mofturi, regia Chris Simion. Pentru spectacolul Rotocol , din 2008,  Alexandrina Halic semnează scenariul și regia.

### Teatru radiofonic
Halic a început colaborarea cu radioul public în 1961 participând la mai multe emisiuni pentru copii precum: "Profesorul Știe Tot", "Bună dimineața, copii!" sau "Povești pentru copii".
Halic este o iubitoare de teatru radiofonic și vocea ei e recunoscută de generații de copii. În anii 2000, a avut roluri în piese radiofonice precum "Cheița de aur sau aventurile lui Burattino", după Aleksei Tolstoi, "Fluierașul fermecat" de Victor Eftimiu (regia Vasile Manta, 2005), "Cuore - inimă de copil sau De la Apenini la Anzi", după Edmondo de Amicis (regia Boris Petroff, 2005), "Stăpânul pământului, al apelor și al văzduhului" de Victor Eftimiu (adaptarea și regia Boris Petroff, 2001) 

### Film
Alexandrina Halic a fost vocea personajului Omide, în filmul Maria Mirabela (1981). Ea a jucat în filme precum  Câinele japonez (The Japanese Dog) (2013), Margo (2006) și Ho Ho Ho (2009). 

### Televiziune
Din primăvara anului 2013, Alexandrina Halic prezintă la emisiunea pentru copii „În curtea bunicilor” alături de Claudia Nicolau, Mariana Sinca și Cristian Mitescu. Emisiunea a fost transmisă pe  TVR 2 și TVR3

## Filmografie
- Veronica (1973) - interpretă de piese muzicale
- Veronica se întoarce (1973) - interpretă de piese muzicale
- Robinson Crusoe (1974) - voce
- Mama (1977) - interpretă de piese muzicale
- Maria Mirabela (1981) - vocea lui Omide
- Uimitoarele aventuri ale muschetarilor (1988) - voce
- Fiul stelelor (1988) - voce
- Maria Mirabela în Tranzistoria (1989) - vocea Mariei
- Călătoriile lui Pin-Pin (1990) - voce
- Frumoșii nebuni ai marilor orașe (film TV, 1997)
- Vocea Inimii (2006) - Cornelia Banu
- Mamaia (2013) - Mona
- Hawaii (2017) - dna Tudose
- Pup-o, mă! 3: Înfruntarea bacilor (2022) - Bătrâna cu vaca

## Distincții
- Premiul UNITER pentru întreaga activitate (1998)[5]
- Ordinul național „Serviciul Credincios” în grad de Cavaler (1 decembrie 2000) „pentru realizări artistice remarcabile și pentru promovarea culturii, de Ziua Națională a României”[8]